# Lawrence Harvey (piłkarz)
Lawrence Harvey (ur. 1973) – piłkarz z Turks i Caicos grający na pozycji pomocnika, reprezentant na arenie międzynarodowej.

## Kariera klubowa
Od sezonu 2003–2004 Harvey występuje w klubie KPMG United.

## Kariera reprezentacyjna
W 2004 roku Harvey wystąpił w eliminacjach do Mistrzostw Świata 2006. W dwumeczu z Haiti jego reprezentacja poniosła porażkę 0-7 (0-5 w pierwszym spotkaniu i 0-2 w meczu rewanżowym). W meczu rewanżowym Harvey strzelił gola samobójczego.